# دندان اژدها

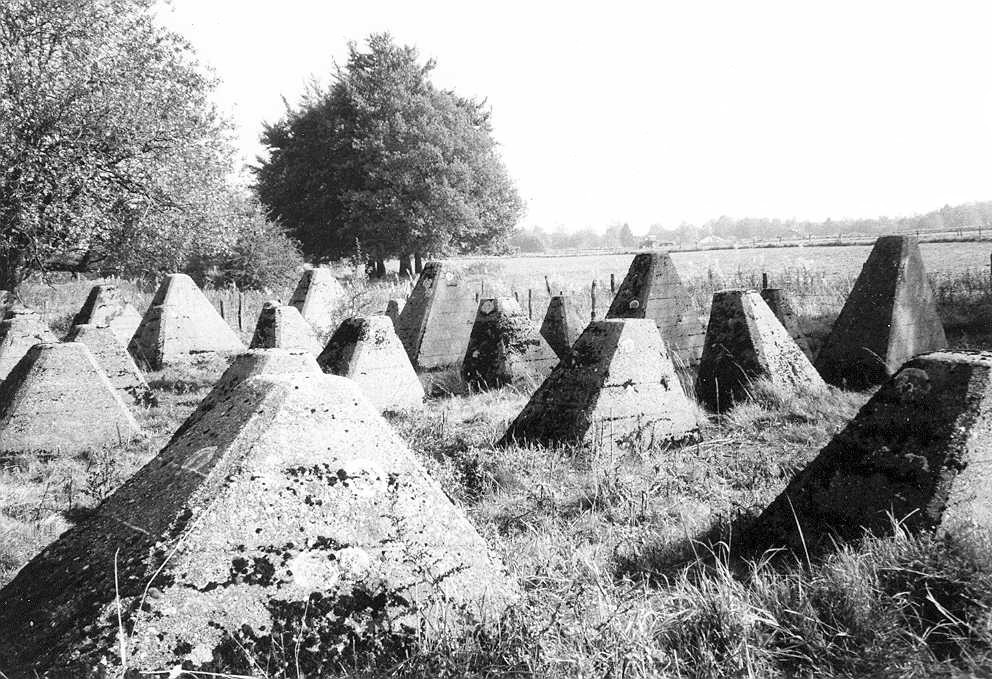
دندان اژدها در نزدیکی آخن در آلمان و قسمتی از خط زیگفرید

دندان اژدها (به آلمانی: Drachenzähne) استحکاماتی مربعی - هرمی هستند که از بتن مسلح ساخته شده و اولین بار در دوران جنگ جهانی دوم مورد استفاده قرار گرفتند تا مانع از حرکت تانکها و پیاده نظام مکانیزه شوند. هدف از ایجاد این نوع استحکامات، کاهش سرعت حرکت تانک‌ها و هدایت آن‌ها به منطقه کشتارگاه بود؛ در جایی بدون پوشش که بتوان آن‌ها را به راحتی با سلاح‌های ضد تانک هدف حمله قرار داد.
دندان اژدها به طور گسترده و به ویژه در خط زیگفرید به کار گرفته شد.
اما در عمل، استفاده از وسایل مخصوص پاک‌سازی (رفع موانع) به پرسنل رسته مهندسی (مهندسان نظامی) این امکان را داد که با سرعت به نسبه زیادی این موانع را رفع کنند، آن‌ها ثابت کردند که عملکرد دندان اژدها به عنوان یک مانع به مراتب بسیار کمتر از آن چیزی بوده که انتظار می‌رفته‌است.